# فانوس رمضان

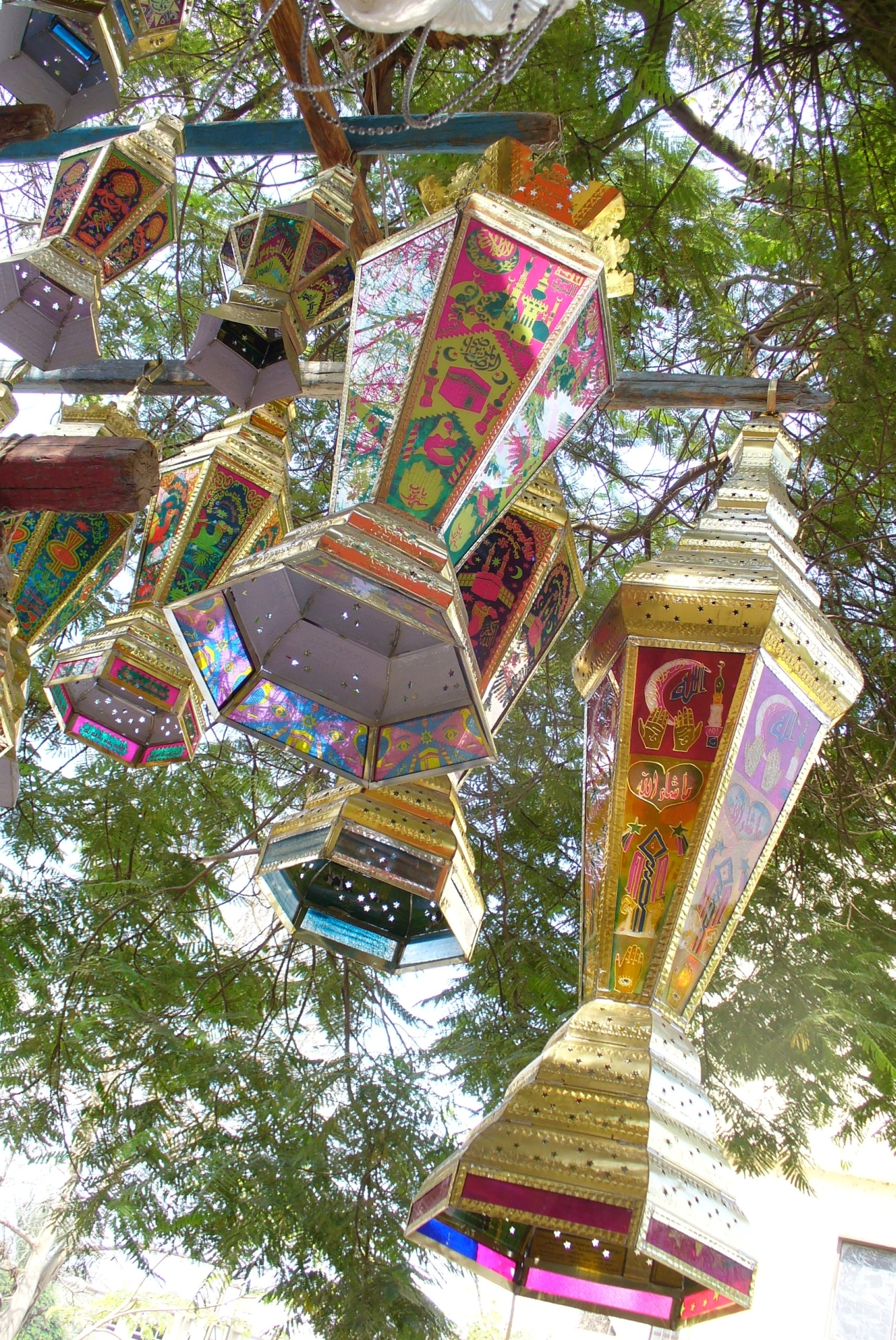

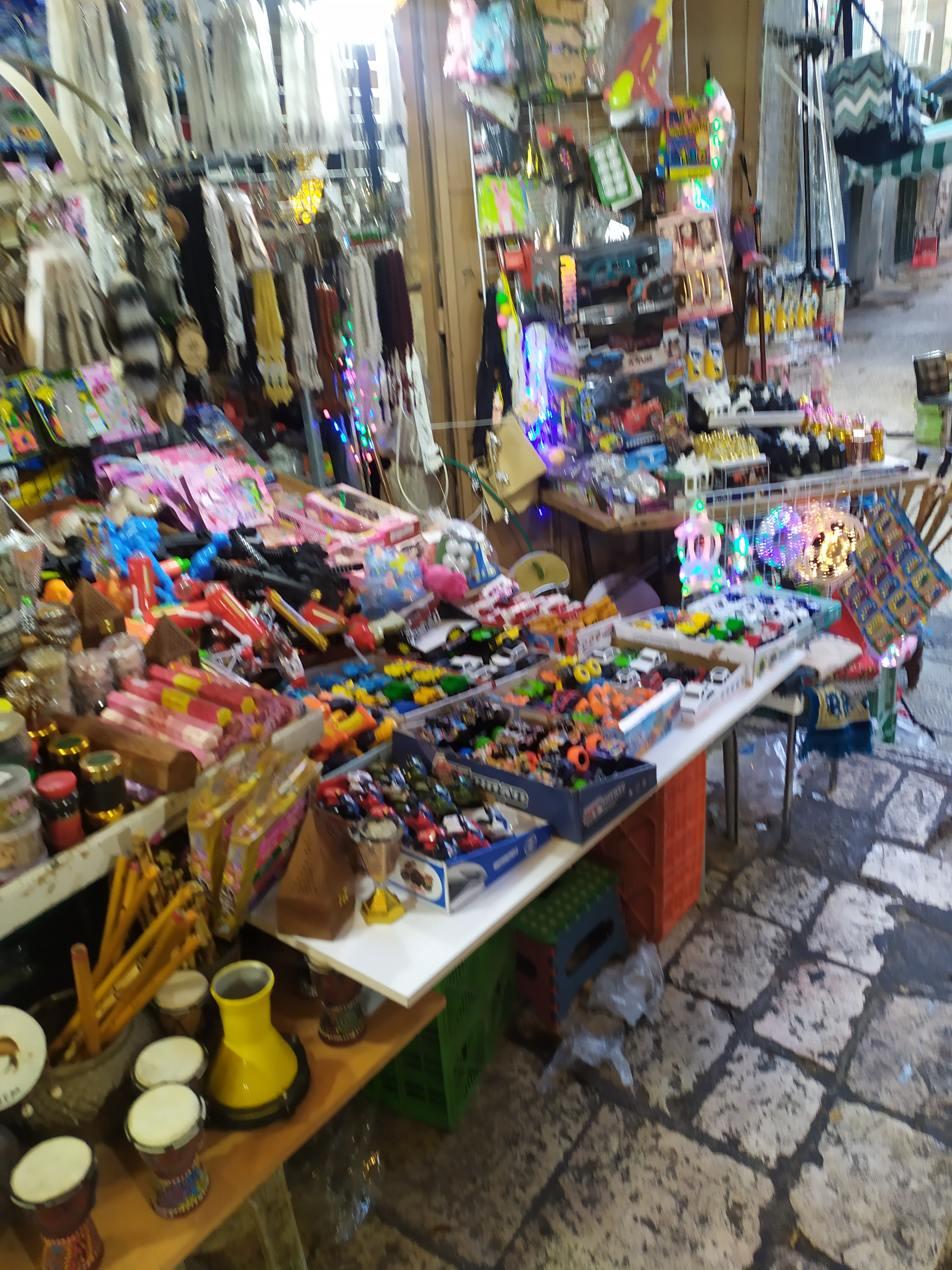
أسواق البلدة القديمة في القدس في شهر رمضان المبارك

فانوس رمضان أحد المظاهر الشّعبيّة في مصر. وهو أيضا واحد من الفنون الفلكلورية الّتي نالت اهتمام الفنّانين والدّارسين حتّى أن البعض قام بدراسة أكاديميّة لظهوره وتطوره وارتباطه بشهر الصّوم ثمّ تحويله إلى قطعة جميلة من الدّيكور العربي في الكثير من البيوت المصريّة الحديثة.

## الفانوس في صدر الإسلام
استخدم الفانوس في صدر الإسلام في الإضاءة ليلاً للذهاب إلى المساجد وزيارة الأصدقاء والأقارب. أما كلمة الفانوس فهي إغريقية تشير إلى إحدى وسائل الإضاءة، وفي بعض اللغات السامية يقال للفانوس فيها 'فناس'،ويذكر الفيروز أبادي مؤلف القاموس المحيط، أن المعني الأصلي للفانوس هو "النمام" ويرجع صاحب القاموس تسميته بهذا الاسم إلي أنه يظهر حامله وسط الظلام والكلمة بهذا المعني معروفه[بحاجة لمصدر].

## أصل الفانوس
موثق تاريخياً ان الفانوس صناعة مصرية المنشأ لكن هناك العديد من القصص عن أصل الفانوس. أحد هذه القصص أن الخليفة الفاطمي كان يخرج إلى الشوارع ليلة الرؤية ليستطلع هلال شهر رمضان، وكان الأطفال يخرجون معه ليضيؤوا له الطريق.كان كل طفل يحمل فانوسه ويقوم الأطفال معاً بغناء بعض الأغاني الجميلة تعبيراً عن سعادتهم باستقبال شهر رمضان.
هناك قصة أخرى عن أحد الخلفاء الفاطميين أنه أراد أن يضئ شوارع القاهرة طوال ليالي شهر رمضان، فأمر كل شيوخ المساجد بتعليق فوانيس يتم إضاءتها عن طريق شموع توضع بداخلها.وتروى قصة ثالثة أنه خلال العصر الفاطمي، لم يكن يُسمح للنساء بترك بيوتهن إلا في شهر رمضان وكان يسبقهن غلام يحمل فانوساً لتنبيه الرجال بوجود سيدة في الطريق لكي يبتعدوا. بهذا الشكل كانت النساء تستمتعن بالخروج وفي نفس الوقت لا يراهن الرجال. وبعد أن أصبح للسيدات حرية الخروج في أي وقت، ظل الناس متمسكين بتقليد الفانوس حيث يحمل الأطفال الفوانيس ويمشون في الشوارع ويغنون.

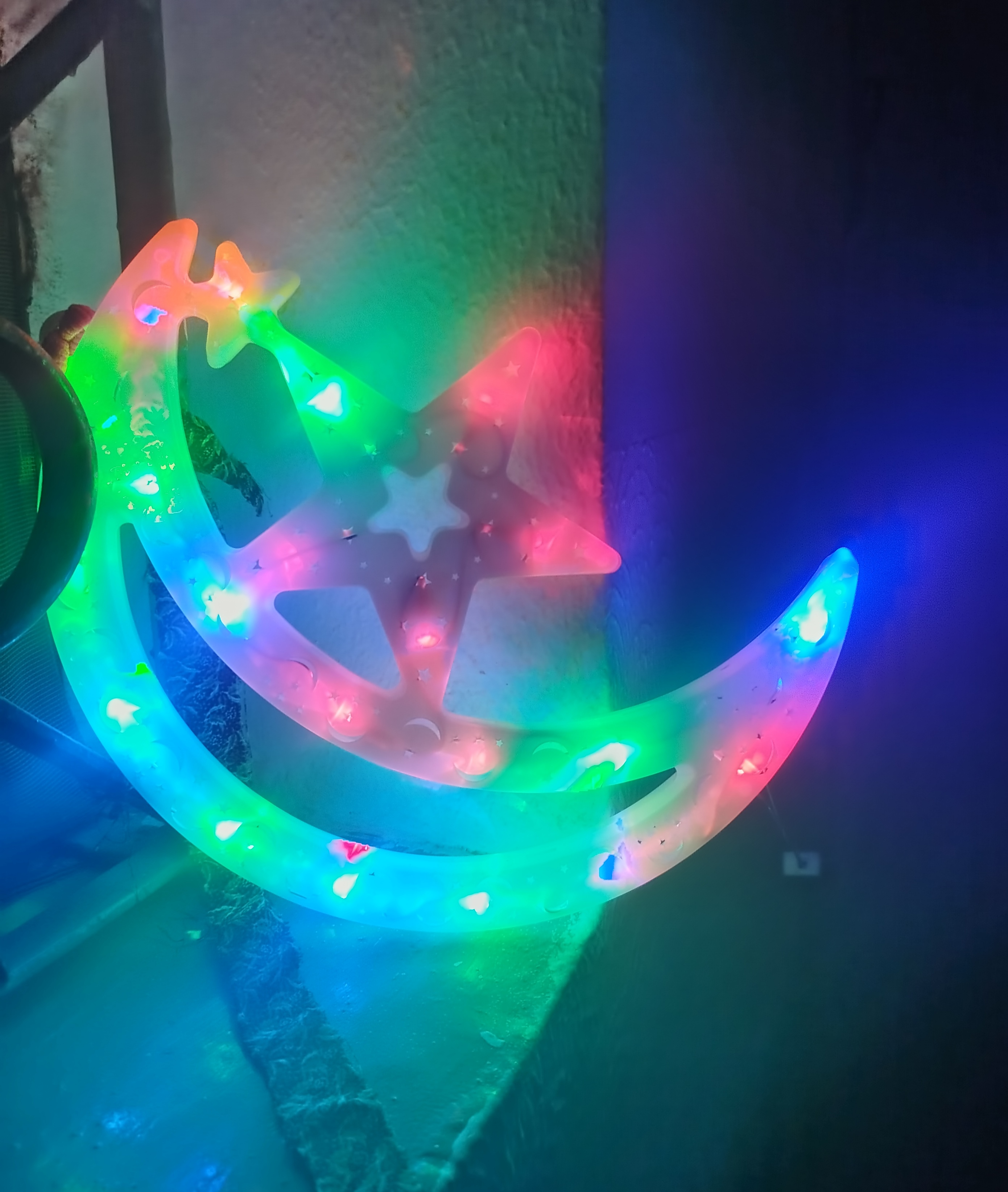
زينة رمضان أو أضواء رمضان: الهلال والنجوم المضيئة والفوانيس

أياً كان أصل الفانوس، يظل الفانوس رمز خاص بشهر رمضان خاصةً في مصر. لقد انتقل هذا التقليد من جيل إلى جيل ويقوم الأطفال الآن بحمل الفوانيس في شهر رمضان والخروج إلى الشوارع وهم يغنون ويؤرجحون الفوانيس. قبل رمضان ببضعة أيام، يبدأ كل طفل في التطلع لشراء فانوسه، كما أن كثير من الناس أصبحوا يعلقون فوانيس كبيرة ملونة في الشوارع وأمام البيوت والشقق وحتى على الشجر.
أول من عرف فانوس رمضان هم المصريين.. وذلك يوم دخول المعز لدين الله الفاطمي مدينة القاهرة قادما من الغرب.. وكان ذلك في يوم الخامس من رمضان عام 358 هجرية.. وخرج المصريون في موكب كبير جدا اشترك فيه الرجال والنساء والأطفال على أطراف الصحراء الغربية من ناحية الجيزة للترحيب بالمعز الذي وصل ليلا.. وكانوا يحملون المشاعل والفوانيس الملونة والمزينة وذلك لإضاءة الطريق إليه.. وهكذا بقيت الفوانيس تضئ الشوارع حتى آخر شهر رمضان.. لتصبح عادة يلتزم بها كل سنة.. ويتحول الفانوس رمزا للفرحة وتقليدا محببا في شهر رمضان.

### انتشار ظاهرة الفانوس المصري إلى العالم
انتقلت فكرة الفانوس المصري إلى أغلب الدول العربية وأصبح جزء من تقاليد شهر رمضان لاسيما في دمشق وحلب والقدس وغزة وغيرها.[بحاجة لمصدر]

## صناعة الفانوس

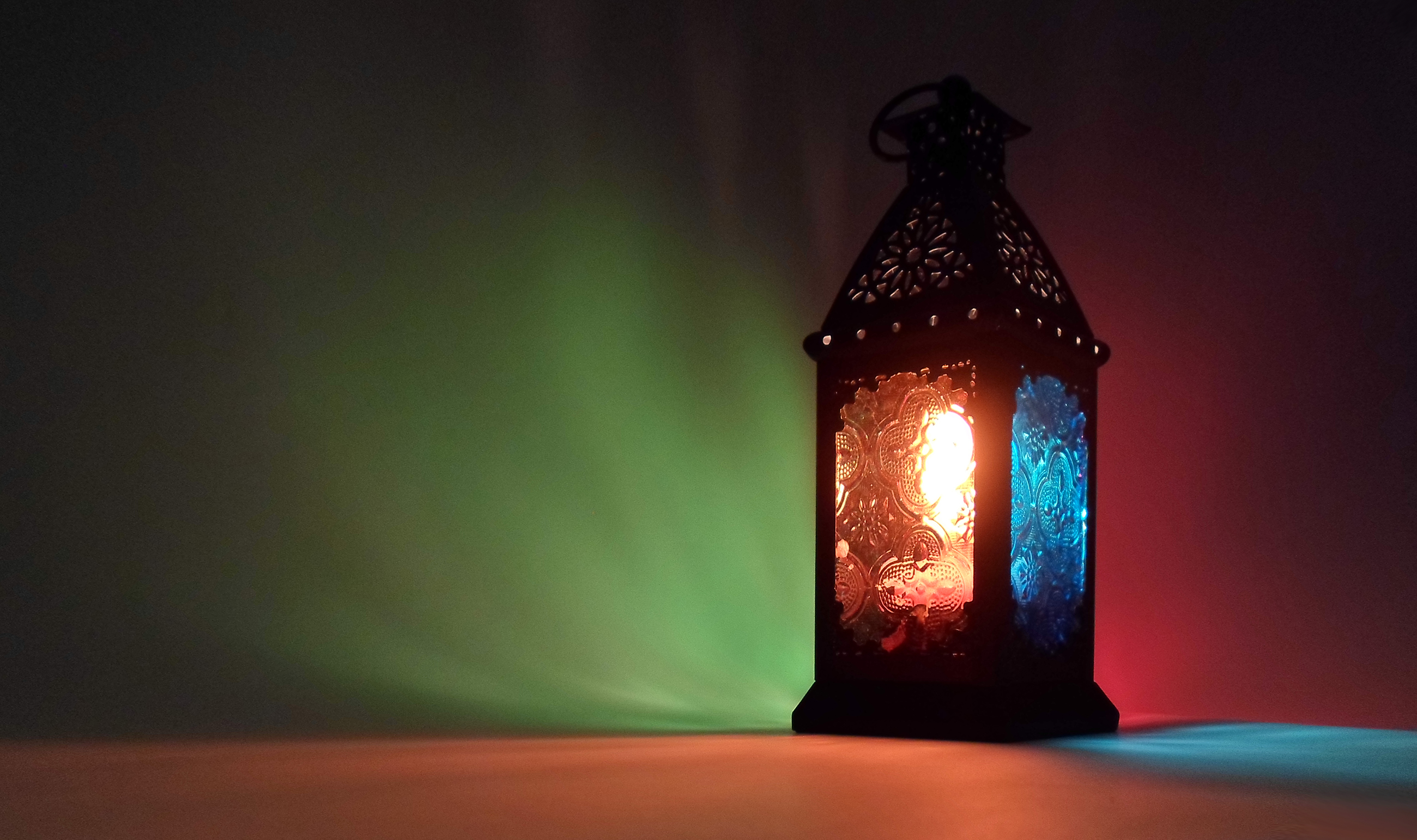
صورة لاحد الفوانيس القديمة في مصر

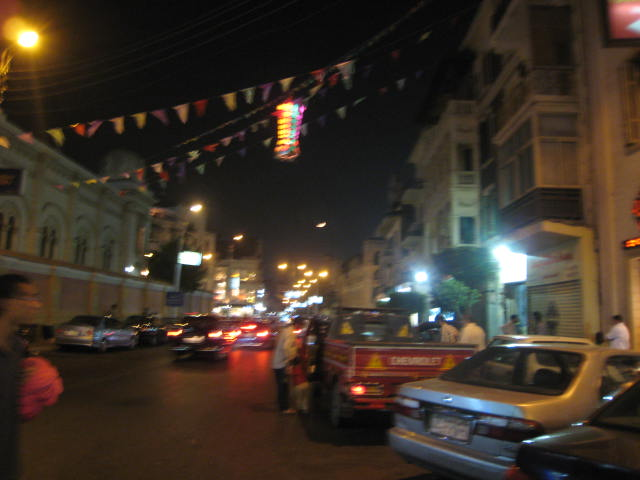

ليست صناعة الفوانيس صناعة موسمية، ولكنها مستمرة طوال العام حيث يتفنن صناعها في ابتكار أشكال ونماذج مختلفة، وتخزينها ليتم عرضها للبيع في رمضان الذي يعد موسم رواج هذه الصناعة.وتعد مدينة القاهرة المصرية من أهم المدن الإسلامية التي تزدهر فيها هذه الصناعة.وهناك مناطق معينة مثل منطقة تحت الربع القريبة من حي الأزهر.. والغورية.. ومنطقة بركة الفيل بالسيدة زينب من أهم المناطق التي تخصصت في صناعة الفوانيس.
وفي جولة في منطقة تحت الربع تجد أشهـر ورش الصناعة وكذلك أشهر العائلات التي تتوارثها جيلا ًبعد جيل. وتعتبر الفوانيس المصرية عمرها طويل، وقد شهدت هذه الصناعة تطوراً كبيراً في الآونة الأخيرة، فبعد أن كان الفانوس عبارة عن علبة من الصفيح توضع بداخلها شمعة، تم تركيب الزجاج مع الصفيح مع عمل بعض الفتحات التي تجعل الشمعة تستمر في الاشتعال. ثم بدأت مرحلة أخرى تم فيها تشكيل الصفيح وتلوين الزجاج ووضع بعض النقوش والأشكال.وكان ذلك يتم يدوياً وتستخدم فيه المخلفات الزجاجية والمعدنية، وكان الأمر يحتاج إلى مهارة خاصة ويستغرق وقتا طويلا.

### أنواع الفوانيس
وتوجد بعض الفوانيس المعقدة من ناحية تصميمها مثل الفانوس المعروف «بالبرلمان» والذي سمى بذلك نسبة إلى فانوس مشابه كان معلقا في قاعة البرلمان المصري في الثلاثينات من القرن الماضي.وكذلك الفانوس المسمى «فاروق» والذي يحمل اسم ملك مصر السابق والذي كان قد صمم خصيصاً لاحتفال القصر الملكي بيوم ميلاده، وتم شراء ما يزيد على 500 فانوس من هذا النوع يومها لتزيين القصر الملكي.

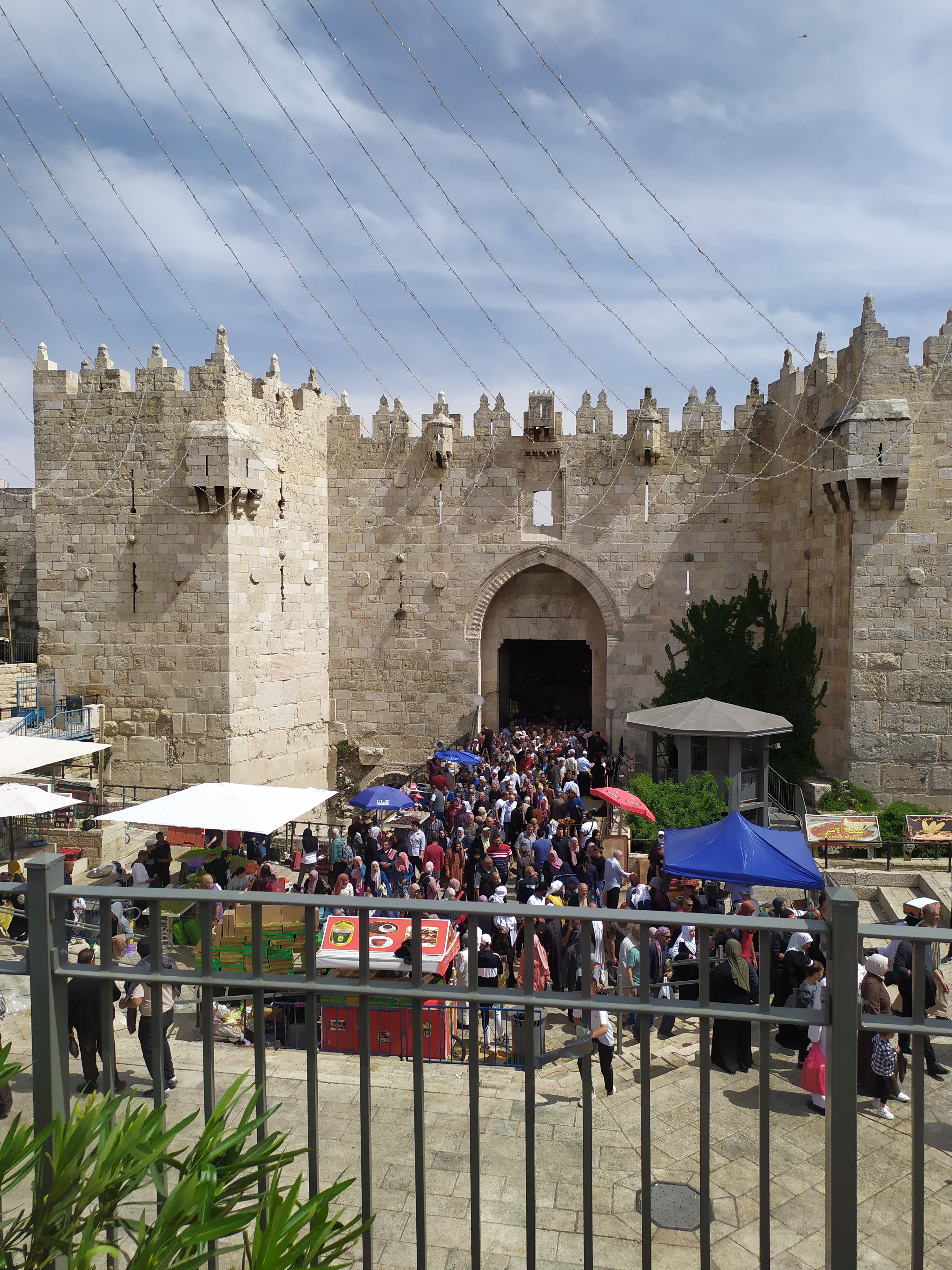
باب العامود في القدس في شهر رمضان المبارك، مزين بأضواء وحبال زينة

وقد ظلت صناعة الفانوس تتطور عبر الأزمان حتى ظهر الفانوس الكهربائى الذي يعتمد في إضائته على البطارية واللمبة بدلا من الشمعة.ولم يقف التطور عند هذا الحد بل غزت الصين مصر ودول العالم الإسلامي بصناعة الفانوس الصينى الذي يضيء ويتكلم ويتحرك بل تحول الأمر إلى ظهور أشكال أخرى غير الفانوس ولكن لا تباع إلا في رمضان تحت اسم «الفانوس». رحم الله الأيام فقد تغير الفانوس وتبدل وأصبح نادرا ما ترى طفلا يمسك بالفانوس الزجاجى الملون المحتضن للشمعة المضيئة.